# Giuseppe Romanato
Giuseppe Romanato (Fratta Polesine, 3 agosto 1916 – Rovigo, 15 aprile 1985) è stato un politico italiano.

## Biografia
Frequentò il Liceo Classico "Celio" di Rovigo e poi l'Università Cattolica di Milano dove subì l'influenza di padre Agostino Gemelli.
Laureatosi nel 1939, tornò in Polesine dove cominciò ad insegnare latino e storia all'Istituto Magistrale.
Fu segretario provinciale della Democrazia Cristiana dal 1946 al gennaio 1948 e poi dall'estate del 1952 all'aprile del 1953, quando fu eletto deputato.

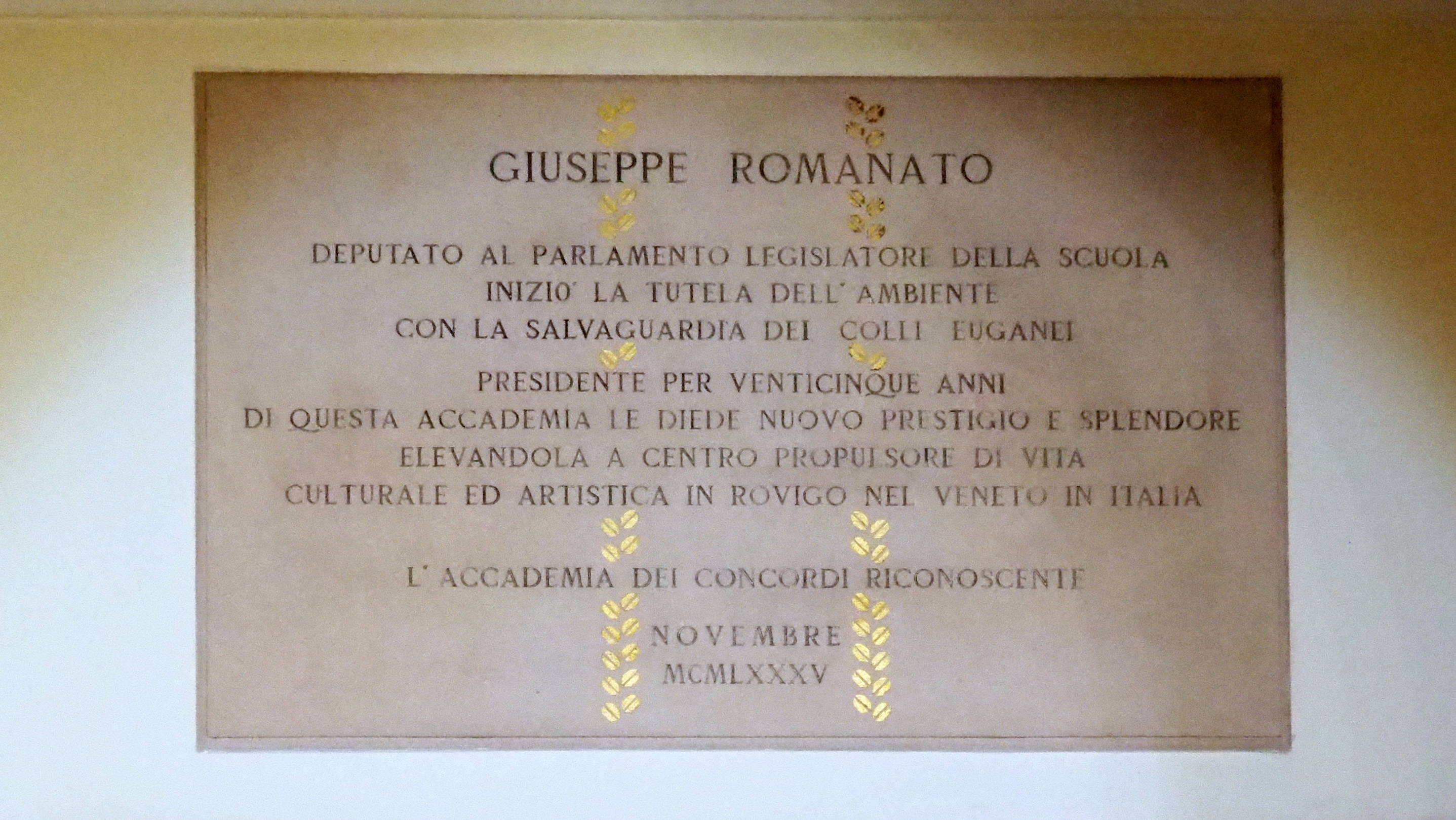
Rovigo, palazzo dell'Accademia dei Concordi, interno: la lapide a lui dedicata posta sopra la porta d'entrata a una delle sale dell'ultimo piano.

Mantenne la carica di deputato fino a tutto il 1972 quando non fu rieletto - ciò che pose termine alla sua carriera politica - in seguito all'emergere della figura di Antonio Bisaglia, di cui era forte antagonista. Tra il 1964 e il 1966 fu membro del Consiglio nazionale e della Direzione nazionale della Democrazia Cristiana in rappresentanza della corrente di Centrismo popolare.
Dall'ottobre 1969 alla fine della legislatura, 1972, fu Presidente della Commissione permanente Istruzione e Belle Arti della Camera.
Viene ricordato soprattutto per aver presentato e sostenuto, la legge speciale per la salvaguardia dei Colli Euganei, la legge n. 1097 del 1971. I Colli erano minacciati da 68 cave che estraevano materiale da costruzione. La legge, che porta il suo nome, è considerata la prima vera legge ecologica varata dal Parlamento italiano.
Dal 1959 fino alla morte, avvenuta nella primavera del 1985 all'età di 68 anni, fu Presidente dell'Accademia dei Concordi, il maggiore istituto culturale del Polesine, della quale promosse un radicale restauro tanto della biblioteca quanto della pinacoteca, facendone il perno della vita culturale di Rovigo e della sua provincia.